# كاميلو رودريغيز
كاميلو رودريغيز (بالإسبانية: Camilo Rodríguez)‏ (4 مارس 1995 بسانتياغو في تشيلي - ) هو لاعب كرة قدم تشيلي في مركز الدفاع. لعب مع كولو-كولو وColo-Colo B ‏.

## وصلات خارجية
- كاميلو رودريغيز على موقع قاعدة بيانات كرة القدم.إي يو (الإنجليزية)
- كاميلو رودريغيز على موقع Soccerway.com (الإنجليزية)
- كاميلو رودريغيز على موقع AS.com (الإسبانية)